# Yacila
Yacila es una localidad y balneario de Perú. Está ubicado en el distrito de Paita en la provincia de Paita, departamento de Piura. Tiene una población de 879 habitantes en 1993.

## Clima
| Parámetros climáticos promedio de Yacila | Parámetros climáticos promedio de Yacila | Parámetros climáticos promedio de Yacila | Parámetros climáticos promedio de Yacila | Parámetros climáticos promedio de Yacila | Parámetros climáticos promedio de Yacila | Parámetros climáticos promedio de Yacila | Parámetros climáticos promedio de Yacila | Parámetros climáticos promedio de Yacila | Parámetros climáticos promedio de Yacila | Parámetros climáticos promedio de Yacila | Parámetros climáticos promedio de Yacila | Parámetros climáticos promedio de Yacila | Parámetros climáticos promedio de Yacila |
| Mes                                      | Ene.                                     | Feb.                                     | Mar.                                     | Abr.                                     | May.                                     | Jun.                                     | Jul.                                     | Ago.                                     | Sep.                                     | Oct.                                     | Nov.                                     | Dic.                                     | Anual                                    |
| ---------------------------------------- | ---------------------------------------- | ---------------------------------------- | ---------------------------------------- | ---------------------------------------- | ---------------------------------------- | ---------------------------------------- | ---------------------------------------- | ---------------------------------------- | ---------------------------------------- | ---------------------------------------- | ---------------------------------------- | ---------------------------------------- | ---------------------------------------- |
| Fuente: Accuweather                      |                                          |                                          |                                          |                                          |                                          |                                          |                                          |                                          |                                          |                                          |                                          |                                          |                                          |